# توم دافي (لاعب كرة قاعدة)
توم دافي (بالإنجليزية: Tom Davey)‏ هو لاعب كرة قاعدة أمريكي، ولد في 11 سبتمبر 1973 في غاردن سيتي في الولايات المتحدة.

## وصلات خارجية
- توم دافي على موقع الدوري الياباني لكرة القاعدة (الإنجليزية)
- توم دافي على موقعبيزبول رفرنس.كوم (الدوري الرئيسي) (الإنجليزية)
- توم دافي على موقعبيزبول رفرنس.كوم (الدوري الثانوي) (الإنجليزية)
- توم دافي على موقع مشجعي الرسوم البيانية (الإنجليزية)